# Татарский театр оперы и балета имени Мусы Джалиля
Татарский академический государственный театр оперы и балета имени Мусы Джалиля (ТАГТОиБ им. М. Джалиля, тат. Муса Җәлил исемендәге Татар Дәүләт Опера һәм Балет театры) — один из крупнейших театров России. Расположен в столице Татарстана — городе Казани.

## История

### До 1917 года
Начало общедоступных театральных представлений в Казани официально относят к 1791 году. Первоначально спектакли проходили в гимназическом театре, который имел специально оборудованный зал на 400 мест. Собственное здание театра было возведено в 1803 году (деревянный театр на каменном фундаменте) на месте нынешнего здания театра.
Пожар 1842 года уничтожил почти весь город, сведений о театральных зданиях тех лет почти не сохранилось. Спектакли шли в частных домах.
В 1845 году началась закладка первого каменного здания театра. Новое красное кирпичное здание стояло на месте нынешнего сквера на Площади Свободы, который в то время был Театральной площадью. Первые спектакли начали давать в 1851 году. В Казани становление оперного дела имеет глубокие корни: опера всегда сосуществовала с драмой и опереттой. Всегда выступали заезжие оперные труппы, чаще итальянские.
Но постоянные оперные сезоны начались в антрепризу П. М. Медведева в 1874 году. 26 августа 1874 года впервые полностью артистами казанской оперной труппы была дана опера М. И. Глинки «Жизнь за царя», эта дата считается датой начала постоянных оперных сезонов в Казани.
В ночь на 4 декабря 1874 года здание театра сгорело. Стационарное здание Казанского театра, заново отстроенное в 1875 году после пожара в 1874, существовало на месте нынешнего сквера на Площади Свободы до пожара 1919 года, после чего не восстанавливалось.

### Советский период
В 1934 году СНК ТАССР было принято постановление о создании в Казани Татарского государственного оперного театра (именно оперного, а не оперы и балета).17 июня 1939 г. театр открылся оперой Назиба Жиганова «Качкын». Своего здания у театра не было, и спектакли шли на сценах других театров. Возведение здания началось в 1936 г. по проекту московского архитектора Скворцова (по другим данным, главным архитектором был репрессированный в 1937 году Николай Круглов). В дальнейшем казанский архитектор Исмагил Гайнутдинов внёс в проект коррективы. В связи с начавшейся Великой Отечественной войной строительство нового большого здания театра затянулось на 20 лет и было завершено с использованием труда немецких военнопленных только к середине 1950-х годов.
Гайнутдинову понравились скульптуры на фронтоне Зимнего театра в Сочи, и в 1952 году он обратился к их авторам, московским скульпторам Н. К. Вентцель и Л. И. Ефимовой (Шулик) с просьбой выполнить для Татарского театра оперы и балета соответственно памятники А. С. Пушкину и Г. Тукаю. Памятники были изготовлены в Москве в мастерской Скульптурного комбината и установлены у театра в 1956 году. Фронтон театра также оформляли женщины-скульпторы: Н. К. Вентцель выполнила барельеф, Ефимова-Шулик — две сидящие фигуры, а О. В. Квинихидзе — фигуру, венчающую конёк фронтона. Барельефы для театра выполнил скульптор А. Я. Белобородов.
28 сентября 1956 года новое здание театра на площади Свободы было торжественно открыто оперой Н. Жиганова «Алтынчеч». В этом же году театру было присвоено имя Героя Советского Союза Мусы Джалиля. До войны известный татарский поэт, погибший в нацистском плену, заведовал в театре литературной частью.
10 февраля 1941 года в связи с организацией при Татарском государственном оперном театре балетного коллектива Совет Народных Комиссаров Татарской АССР принял постановление об изменении названия театра. Он стал называться театр оперы и балета.
В июне 1957 года Татарский государственный театр оперы и балета им. М. Джалиля принял участие в Декаде татарского искусства и литературы в Москве. Следующий выезд в Москву состоялся в июле 1986 года Это были большие гастроли театра, получившие замечательные отзывы.
В 1988 года театру было присвоено звание «Академический».
По разные стороны от здания театра установлены памятники — Пушкину работы Н. К. Вентцель (по улице Пушкина) и Тукаю работы Л. И. Ефимовой-Шулик (по Театральной улице). Фронтон здания выходит на площадь Свободы. У обратной стороны разбит небольшой сквер с фонтаном и цветниками, в котором в 2018 году был установлен памятник Рудольфу Нуриеву работы З. К. Церетели.

## Современность

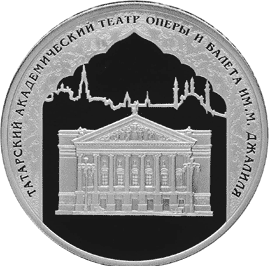
Татарский академический государственный театр оперы и балета имени Мусы Джалиля. Монета Банка России — Серия: «Памятники архитектуры России», 3 рубля, серебро, 2005 год

Формирование репертуара театра происходит по принципу антологии. Основу его составляют шедевры мирового музыкального театра, русская классика, а также выдающиеся произведения композиторов Татарстана.
С 2001 года художественное руководство начало осуществлять активные творческие поиски и в других направлениях, кардинально отличающихся от привычного академического стиля. Речь идет о ряде международных проектов, осуществление которых позволяет театру находиться в русле новейших тенденций современного мирового музыкального театра.
С 1994 года театр ежегодно проводит международные турне по странам Западной и Восточной Европы (Великобритания, Германия, Австрия, Швеция, Швейцария, Люксембург, Нидерланды, Португалия, Дания, Франция и др.), в ходе которых представляет зарубежной публике все оперные и балетные премьеры театра, давая более 100 спектаклей в год.
Особенностью административно-художественной структуры театра является отказ от института «главных» (режиссёр, балетмейстер, художник), благодаря чему театру вот уже много лет удается избегать столкновений творческих амбиций, в том числе монополии «главных», не пускающих на свою территорию конкурентов. В театре, одном из первых в стране, были введены должности художественного руководителя оперы и художественного руководителя балета, которые не являются постановщиками, но проводят в жизнь художественную и административную политику театра.
Благодаря имеющейся форме организации работы в театре его художественные границы значительно расширяются, от чего выигрывает, в первую очередь, зритель, ибо он получает возможность увидеть и услышать лучшее, что отобрано временем, а именно, оперные и балетные шедевры. Благодаря введению в 1990 г. контрактной системы с её жесткой конкуренцией и возможностью широко использовать практику приглашения гастролеров, а также поспектакльной оплаты труда (индивидуальный гонорар за отдельную партию плюс гарантированный оклад), театр не только смог избежать посредственного уровня исполнения и, соответственно, пустых зрительных залов — участи многих российских театров, но и достиг того уровня, при котором ни один спектакль сегодня, не исключая и национального репертуара, не проходит без участия гастролеров. Кроме того, ни один спектакль не проходит и дважды в одном и том же составе, благодаря чему удается поддерживать премьерный уровень всех постановок театра и избежать их деления на событийные и рядовые.
Согласно исследованиям журнала «FORBES» (октябрь 2009), Татарский академический государственный театр оперы и балета им. М. Джалиля — второй по показателю заполняемости зала в России (93 %), он уступает пальму первенства лишь Мариинскому театру Санкт-Петербурга.

## Фестивали
ТАГТОиБ им. М. Джалиля является местом проведения крупных Международных фестивалей — оперного им. Ф. И. Шаляпина (с 1982), классического балета им. Р. Нуриева (существует с 1987 года, с 1993 носит имя Нуриева), а также ряда других культурных мероприятий федерального, республиканского и городского значения.

### Международный оперный фестиваль имени Федора Ивановича Шаляпина
Первый фестиваль состоялся в 1982 году по инициативе директора театра Рауфаля Мухаметзянова и имел статус республиканского (в его программу входили только спектакли шаляпинского репертуара). В 1985 году он стал всероссийским, с 1991 года — международным. За эти годы значительно расширился репертуар фестиваля и увеличилось количество его участников. Принять участие в фестивале считают честью ведущие солисты крупнейших театров России, известные зарубежные исполнители и дирижёры. В разные годы в фестивальных спектаклях выступали солисты Большого театра А.Эйзен, А.Ведерников, А. Масленников, В.Верестников, В. Пьявко, И. Архипова, Ю. Мазурок, Т. Ерастова, Т. Синявская, А. Ломоносов, В. Кудряшов; солисты Мариинского театра Н.Охотников, Ю.Марусин, Б.Минжилкиев, В.Огновенко, О.Кондина, Г.Беззубенков, И. Богачёва, Л. Филатова, В. Ванеев, Ю. Шкляр, В. Черноморцев, А. Агади, А. Шагимуратова, В. Васильев, зарубежные певцы Рене Папе, Мельба Рамос и др., дирижёры Валерий Гергиев, Михаил Плетнёв, Гинтарас Ринкявичус, Ренат Салаватов и другие. Фестиваль проходит ежегодно, в феврале месяце.

### Международный фестиваль классического балета имени Рудольфа Нуриева
Первый фестиваль состоялся в 1987 году. Фестиваль назван именем танцовщика с личного согласия Рудольфа Нуриева, посетившего Казань в 1992 г. Пройдя путь от Всероссийского до Международного, завоевывая с каждым годом все большую популярность, фестиваль сейчас является одной из визитных карточек музыкально-театрального Татарстана и значительным событием в культурной жизни России и Европы. Гостями фестиваля в разное время были В. Васильев, Е.Максимова, Г. Комлева, Н. Долгушин, Н. Грачёва, К. Кырб, Л. Кунакова, Н. Павлова, Т. Чернобровкина, Н. Ледовская, Илзе Лиепа, П. Скирмантас, И. Валекайте, Э. Шпокайте, Т. Кладничкина, В.Григорьев, А. Дорош, Л. Шипулина, Е. Князькова, И. Шапчиц (Завьялова), Ульяна Лопаткина, Ю.Махалина, Т. Голякова, С. Захарова, Н. Цискаридзе и др.

## Коллектив

### Главные дирижёры театра
- 1972—1979 — Илмар Лапиньш
- 1979—1983 — Виталий Куценко
- 1996—2003 — Игорь Лацанич
- с 2003 — Ренат Салаватов

### Солисты оперы
- Альмеев, Усман Гафиятович (1938—1958)
- Аббасов, Азат Зиннатович (1950—1990)
- Астафьева, Вера Леонидовна (1895—1896)
- Булатова, Мунира Закировна (1939—1978)
- Рахманкулова, Марьям Маннановна (1939—1960)
- Бигичев, Хайдар Аббясович (1977—1998)
- Ишбуляков, Идеал Давлетович (1956—1988)
- Насретдинов, Фахри Хусаинович (1939—1986)
- Хисматуллина, Зулейха Гатаулловна (1945—1976)
- Даутов, Нияз Курамшевич (1956—1960)
- Шарипова, Венера Гареевна (1950—1972)
- Борисенко, Юрий Владимирович (1973—2016)
- Васильев, Владимир Михайлович (2006—2019)
- Кайбицкая, Галия Мутыгулловна (1938—1958)
- Протасова, Венера Юсуповна (с 2013)
- Сунгатуллина, Зиля Даяновна (1973—2009)

### Солисты балета
- Хакимова, Ирина Шарифзяновна (1970—1990-е)

### Главные художники
- Нагаев, Анвар Хасанович (1964—1982)

### Художественные руководители балета
- Яковлев, Владимир Алексеевич (1989—н.в.)

## Прочее
У театра проводятся ежегодные литературные праздники на открытом воздухе: у памятника Тукаю — в день рождения поэта, у памятника Пушкину — в день славянской письменности.